# Brand (1898)
Brand – norweski torpedowiec z końca XIX wieku, jedna z trzech zbudowanych jednostek typu Storm. Okręt został zwodowany 22 września 1898 roku w stoczni Horten Verft w Horten i w tym samym roku wszedł w skład norweskiej marynarki. Podczas kampanii norweskiej w 1940 roku jednostka została zdobyta przez Niemców i wcielona do Kriegsmarine pod nazwą „Tarantel”. Okręt zwrócono Norwegii w maju 1945 roku, po czym został złomowany.

## Projekt i budowa
Torpedowce 1. klasy typu Storm zostały zaprojektowane w niemieckiej stoczni Schichau na bazie torpedowców typu S 67 .
„Brand” zbudowany został w stoczni Horten Verft . Nieznana jest data położenia stępki, a zwodowany został 22 września 1898 roku .

## Dane taktyczno-techniczne
Okręt był torpedowcem o długości całkowitej 39,9 metra, szerokości 4,8 metra i zanurzeniu od 1,1 metra na dziobie do 2,15 metra na rufie . Wyporność normalna wynosiła 83 tony, a pełna 107 ton . Jednostka napędzana była przez pionową maszynę parową potrójnego rozprężania o mocy 1100 KM, do których parę dostarczały dwa kotły . Prędkość maksymalna napędzanego jedną śrubą okrętu wynosiła 21 węzłów . Okręt zabierał zapas 17 ton węgla .
Na uzbrojenie artyleryjskie jednostki składały się dwa pojedyncze działka kalibru 37 mm QF Hotchkiss L/45 . Broń torpedową stanowiły dwie pojedyncze wyrzutnie kal. 450 mm .
Załoga okrętu składała się z 23 oficerów, podoficerów i marynarzy .

## Służba

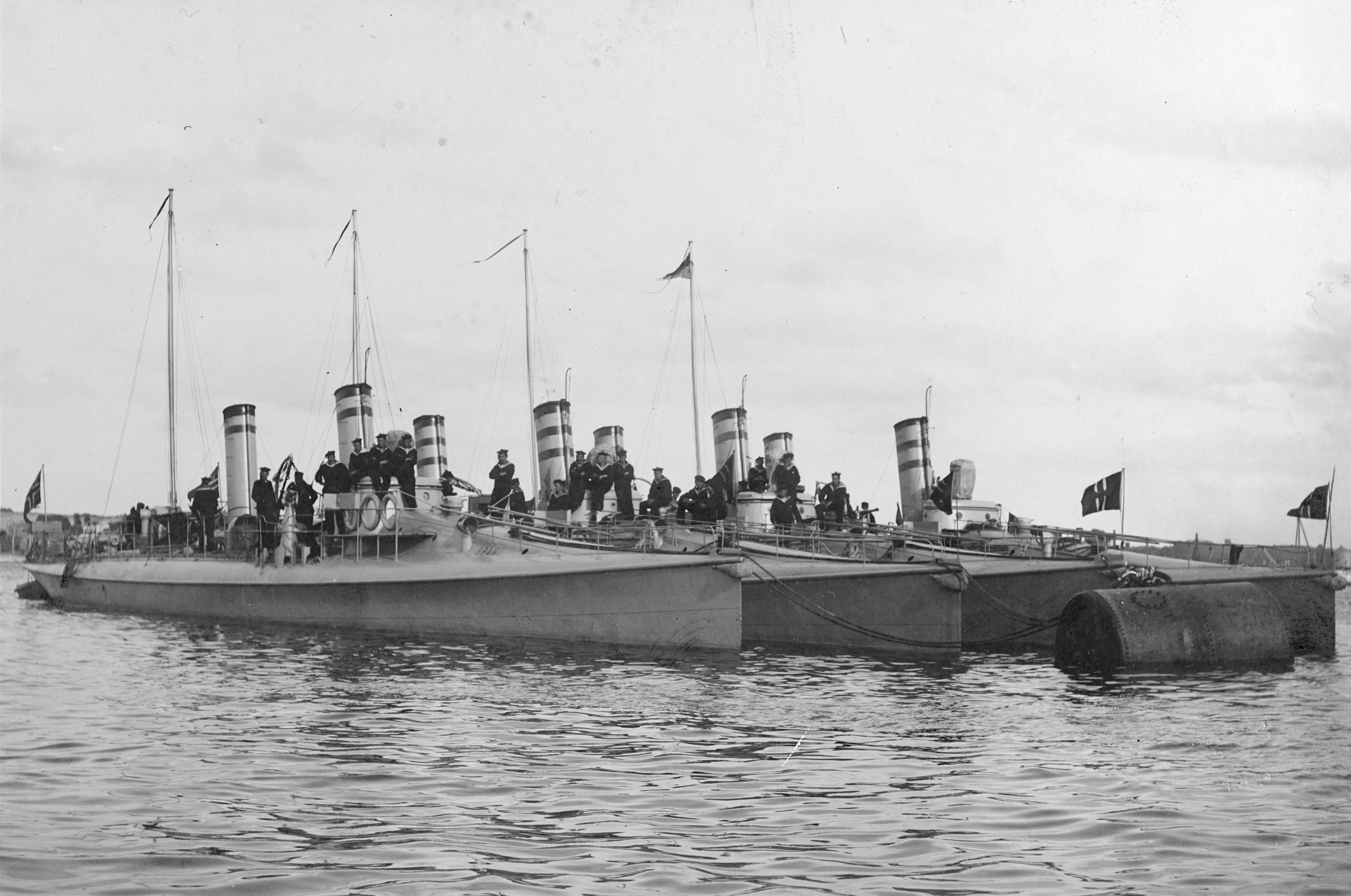
Torpedowce typu Storm w 1900 roku

„Brand” został przyjęty w skład Królewskiej Marynarki Wojennej w 1898 roku . W 1940 roku wysłużona siłownia pozwalała jednostce osiągnąć prędkość około 17,5 węzła . W momencie ataku Niemiec na Norwegię torpedowiec wchodził w skład 4 dywizjonu torpedowców, stacjonując w Bergen . Dowódcą okrętu był podporucznik (fenrik) Midtland. W nocy na 9 kwietnia 1940 roku okręt był gotów do wyjścia w morze dopiero o 3.30. Kiedy wykrył niemiecki zespół w rejonie baterii Kvarven, już się rozwidniało i jego dowódca nie zdecydował się odpalić torped do niemieckich okrętów, uznając to za zbyt ryzykowne. Tego dnia jednostka została zdobyta przez Niemców  . We wrześniu 1940 roku „Brand” został wcielony do Kriegsmarine pod nazwą „Tarantel” (numer burtowy 80) . Okręt zwrócono Norwegii w maju 1945 roku i w tym samym roku został złomowany  .